# Galepsus beieri
Galepsus beieri är en bönsyrseart som beskrevs av Johann Heinrich Kaltenbach 1996. Galepsus beieri ingår i släktet Galepsus och familjen Tarachodidae. Inga underarter finns listade i Catalogue of Life.